# Wola Szczucińska
Wola Szczucińska – wieś w Polsce, położona w województwie małopolskim, w powiecie dąbrowskim, w gminie Szczucin.
| SIMC    | Nazwa      | Rodzaj                          |
| ------- | ---------- | ------------------------------- |
| 0831215 | Czekaj     | część wsi                       |
| 0831221 | Lipowa     | część wsi                       |
| 1048925 | Łachutówka | część wsi (zniesiona w 2023 r.) |
| 0831238 | Okop       | część wsi                       |
| 0831244 | Podwale    | część wsi (zniesiona w 2023 r.) |
| 0831250 | Rynek      | część wsi (zniesiona w 2023 r.) |

W latach 1975–1998 miejscowość administracyjnie należała do województwa tarnowskiego.
W 1891 w Woli Szczucińskiej urodził się chorąży Maciej Wąż, kawaler Virtuti Militari.